# بخش استرلینگ (شهرستان براون، اوهایو)
بخش استرلینگ (به انگلیسی: Sterling Township) یک منطقهٔ مسکونی در ایالات متحده آمریکا است که در شهرستان براون، اوهایو واقع شده‌است.
 بخش استرلینگ ۷۳٫۶ کیلومتر مربع مساحت و ۴٬۴۲۷ نفر جمعیت دارد و ۲۸۱ متر بالاتر از سطح دریا واقع شده‌است.